# 지저귀는 새는 날지 않는다
지저귀는 새는 날지 않는다(일본어: 囀る鳥は羽ばたかない)는 요네다 코우가 원작한 일본의 BL 만화이다. 『Ihr HertZ』(타이요토쇼) 2011년 8월호부터 연재 중이다.

## 애니메이션

### The clouds gather (극장판 제1작)
2020년 2월 15일에 극장판 애니메이션 제1작 지저귀는 새는 날지 않는다 The clouds gather가 개봉한다. 19세 이상 지정 작품. 후지 TV가 신설한 보이즈 러브 애니메이션 레이블 BLUE LYNX 1편. 2020년 8월 28일에 Blu-ray와 DVD가 발매되었다.

#### 스태프
- 원작 : 요네다 코우 『지저귀는 새는 날지 않는다』
- 감독 : 마키타 카오리
- 각본 : 세코 히로시

### Don't stay gold (단행본특전 OAD)
「The clouds gather」와 같은 스태프와 제작으로 애니화가 결정.

### The storm breaks (극장판 제2작)
극장판 애니메이션 제2작의 제작이 결정되었다.